# Galinóporni
Galinóporni är en ort i Cypern.   Den ligger i distriktet Eparchía Ammochóstou, i den östra delen av landet, 90 km öster om huvudstaden Nicosia. Galinóporni ligger 89 meter över havet och antalet invånare är 333. Den ligger på ön Cypern.
Terrängen runt Galinóporni är platt söderut, men åt nordväst är den kuperad. Havet är nära Galinóporni åt sydost.  Närmaste större samhälle är Aigialoúsa, 10,3 km väster om Galinóporni. 